# Бриджит Нільсен
Гітта (Бриджіт) Нільсен (дан. Brigitte Nielsen 15 липня 1963, Редовре) — данська акторка, модель та співачка. Працювала в США, Італії. Найбільш відома головною роллю у фентезі «Руда Соня». За рекордно високий ріст (184 см) і ефектну зовнішність Нільсен отримала від журналістів прізвисько «Амазонка».

## Біографія
Бригіта Нільсен народилася під ім'ям Гитта Нільсен в містечку Редовре, розташованому поруч з Копенгагеном. У 16 років вона за згодою батьків залишила школу заради кар'єри моделі. У 1979 році переїхала спочатку до Франції, а потім в Італію, де стала брати участь в показах мод і зніматися для модних журналів. Нільсен працювала з провідними дизайнерами, такими як Джорджо Армані, Джанні Версаче і Джанфранко Ферре, і брала участь в показах мод в Нью-Йорку, Парижі, Мілані та Берліні. У 1983 році вона одружилася з датським музикантом Каспером Віндінгом, через рік народила сина Джуліана.

### Слава
У 1984 році продюсер Діно Де Лаурентіс побачив Нільсен на обкладинці журналу мод і, вирішивши, що вона — саме той типаж, який йому потрібен, запросив на головну роль в фентезійний бойовик «Руда Соня», де її партнером став Арнольд Шварценеггер. Цей дебютний фільм акторки виявився досить успішним і відразу зробив її відомою. В ході рекламної кампанії картини вона познайомилася з іншою зіркою бойовиків, Сільвестром Сталлоне, в 1985 році знялася в ролі дружини боксера Івана Драго (Дольф Лундгрен), головного противника героя Сталлоне у фільмі «Роккі 4». 13 грудня того ж року Нільсен і Сталлоне одружилися в Малібу. У 1986 році вони знову знялися разом у бойовику «Кобра». Після низки скандалів пара розлучилася 13 липня 1987 року.
У 1987 році Нільсен знялася в комедійному бойовику «Поліцейський з Беверлі-Гіллз 2» (з Едді Мерфі) в ролі вбивці Карли Фрай. Після цього вона повернулася до Італії для роботи у великому телешоу «Фестиваль». У Європі вона почала кар'єру співачки, випустила альбом танцювальної музики «Every Body Tells A Story» і поп-сингл «Body Next To Body» в дуеті з відомим австрійським музикантом Фалько (Йохан Хёльцелем). Цей альбом посів 22 сходинку хіт-парадів в Німеччині і шосту в Австрії. У грудні 1987 року Бригіта Нільсен з'явилася оголеною на обкладинці журналу Playboy.
В кінці 1980-х компанія Marvel Comics запросила Нільсен для участі в рекламній фотосесії до майбутнього фільму про Жінку-Галк. Нільсен раніше вже втілювала на екрані одну з героїнь коміксів Marvel, Руду Соню, і видавалася компанії оптимальною кандидаткою на цю роль, однак далі фотографій справа не дійшла, оскільки інвесторів для проєкту знайти не вдалося і він був закритий.
У січні 1988 року Нільсен познайомилася в спортзалі Лос-Анджелеса з професійним гравцем в американський футбол Марком Гастіно, зав'язалися стосунки. У грудні 1989 року народила другого сина, Кілліана, але відносини з Гастіно припинилися. 29 вересня 1990 року в Лас-Вегасі Нільсен одружилася з фотографом і режисером Себастьяном Копландом. У 1992 році вона розлучилася і випустила свій другий альбом «I'm the One ... Nobody Else», який не мав особливого успіху. 17 грудня 1993 року Нільсен пошлюбила швейцарського автогонщика Рауля Маєра, у тому ж році народила третього сина Дугласа Аарона.

Сталлоне і Нільсен з президентом США Рональдом Рейганом і першою леді в 1985 році

### Кар'єра ведучої
Бригіта Нільсен повернулася до активних зйомок, хоча рівень фільмів був уже набагато нижчим у порівнянні з її роботами в середині 1980-х: пригодницька комедія «Подвійний агент», еротичний трилер «Пристрасть на ланцюзі 2», бойовик «Місія справедливості» та інші фільми, не мали великого успіху. У 1990-х Нільсен стала вести ток-шоу англійською, що широко транслювалося в Європі.
На італійському телебаченні її запрошували вести найбільш хітові шоу, такі як Музичний фестиваль в Санремо 1992 року Retromarsh (1995-1997) і ..la sai l'ultima? (1999). Також вона знялася в 4-х з 5 серій італійського фільму-казки «Печера золотої троянди». У 1995 році народила четвертого сина, Рауля Айртона. Через деякий час вона розлучилася з четвертим чоловіком (офіційно розлучення було оформлене лише в 2005 році), стала більше з'являтися на телебаченні (в тому числі і американському) і зніматися в кіно. У 2000 і 2001 роках Нільсен під сценічним псевдонімом Гитта випустила два танцювальних альбоми «No More Turning Back» і «Everybody's Turning Back».
У 2003 році стала співведучою Ардіто Гьєрбеа на відомому албанському музичному фестивалі "Kënga Magjike".
У 2004 році Нільсен взяла участь в кількох реаліті-шоу: в першому сезоні італійської версії шоу «Кріт» (The Mole) і в третьому сезоні шоу американського каналу VH1 «Нереальне життя» (The Surreal Life). На останньому Нільсен фліртувала з репером Флевор Флевом з групи Public Enemy, а незабаром вони підтвердили, що є парою, незважаючи на те, що Бригіта все ще була одружена з Раулем Майєром. Шоу мало настільки великий успіх, багато в чому завдяки незвичайній парі, що в січні 2005 року VH1 запустив його продовження під назвою «Нереальна любов» (Strange Love), присвячене виключно парі. Шоу скоро закінчилося разом з відносинами, а вже в березні 2005 року відбулося неофіційна весілля (оформлене 8 липня 2006 року після розлучення Нільсен з Маєром) з 28-річним барменом з Італії, Маттіа Дессі.
У 2004 і 2005 роках Нільсен взяла участь в двох версіях реаліті-шоу «Великий брат VIP», спочатку на данському, а потім і на британському телебаченні. Організатори британського шоу влаштували глядачам і Нільсен сюрприз, додавши по ходу шоу в число учасників її колишню свекруху — мати Сильвестра Сталлоне, Джекі.
У 2006 році Нільсен взяла участь в новому реаліті-шоу «Нереальне життя: Ігри знаменитостей», учасниками якого стали найбільш полюбилися глядачам герої попередніх сезонів цього шоу.

## Фільмографія
- Руда Соня (Red Sonja, 1985)
- Рокі-4 (Rocky IV, 1985)
- Кобра (Cobra, 1986)
- Фантагіро, або Печера Золотої Троянди 2 (Fantaghirò 2, 1992)
- Ронал-варвар (2011)
- Крід 2 (2018)

## Цікаві факти
Згідно з Книгою рекордів Гіннесса, Бригітта Нільсен — найвища голівудська акторка, що виконала головну роль. Вона ділить цей рекорд із Сігурні Вівер, Марго Гемінгвей і Джиною Девіс. У Книзі Гінеса вказано зріст 182 см (6 футів). За іншими джерелами зріст Нільсен становить 184 см. Можливо, в Книзі Гінеса мався на увазі зріст на момент виконання головної ролі — у фільмі «Руда Соня». Тоді Нільсен було 22 роки і після цього вона могла ще трохи вирости.